# (4443) Paulet
(4443) Paulet – planetoida z głównego pasa planetoid okrążająca Słońce w ciągu 3,34 lat w średniej odległości 2,24 au. Odkrył ją Henri Debehogne 10 września 1985 roku w Europejskim Obserwatorium Południowym. Została nazwana na cześć Pedra Pauleta (1874-1945) – peruwiańskiego naukowca, twórcy silnika rakietowego na paliwo ciekłe w 1895 oraz prototypowego napędu rakietowego w 1900 roku.